# Hellinsia brandbergi
Hellinsia brandbergi là một loài bướm đêm thuộc họ Pterophoridae. Nó được biết đến ở Namibia.